# ハローデイ
株式会社ハローデイ（英: Hallo Day Co.,Ltd.）は、福岡県北九州市小倉南区徳力に本社を置き、福岡県を中心にスーパーマーケット「ハローデイ」、「ボンラパス」を展開している企業である。

## 概要

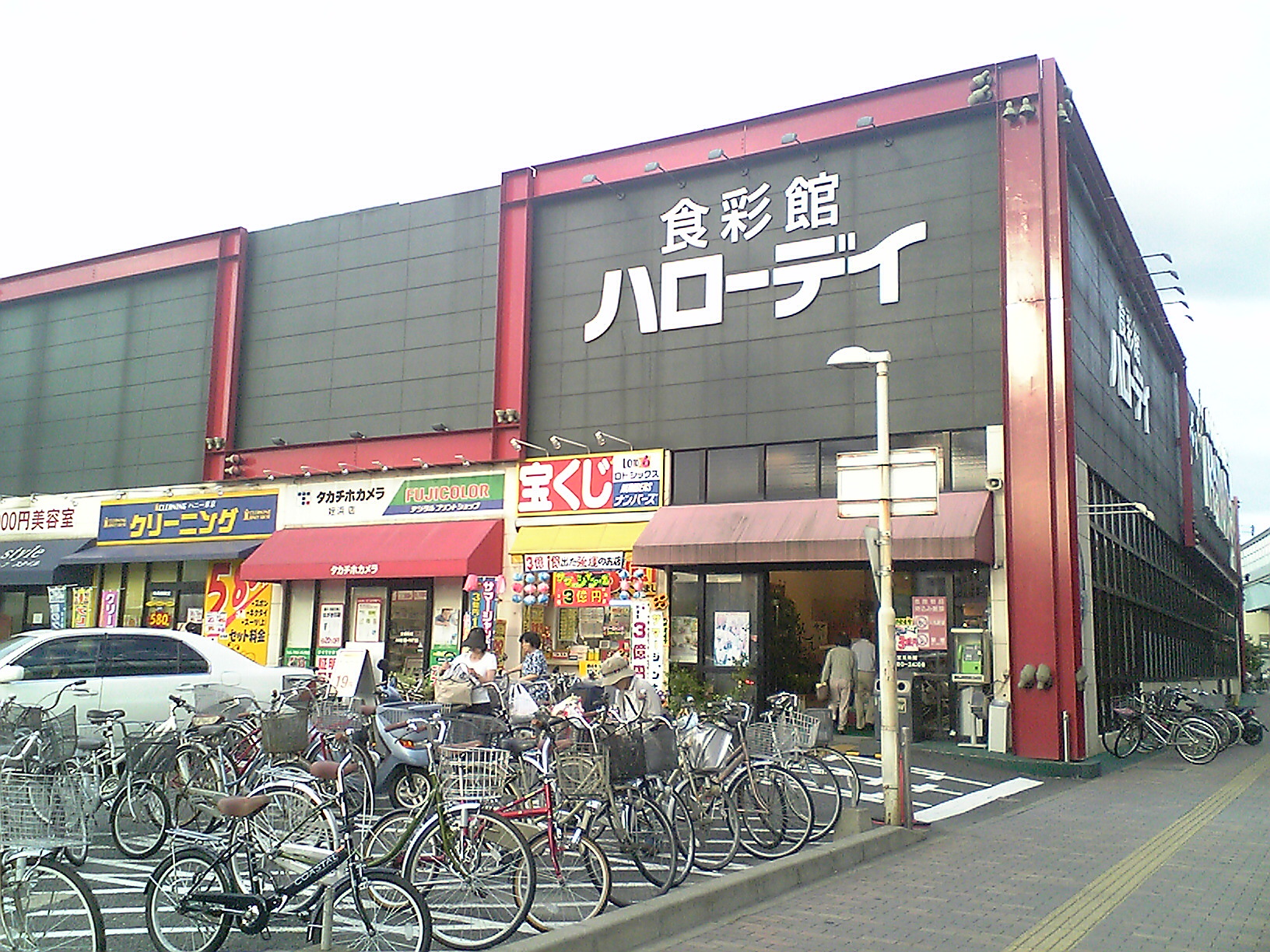
食彩館ハローデイ姪浜店
（福岡市西区）

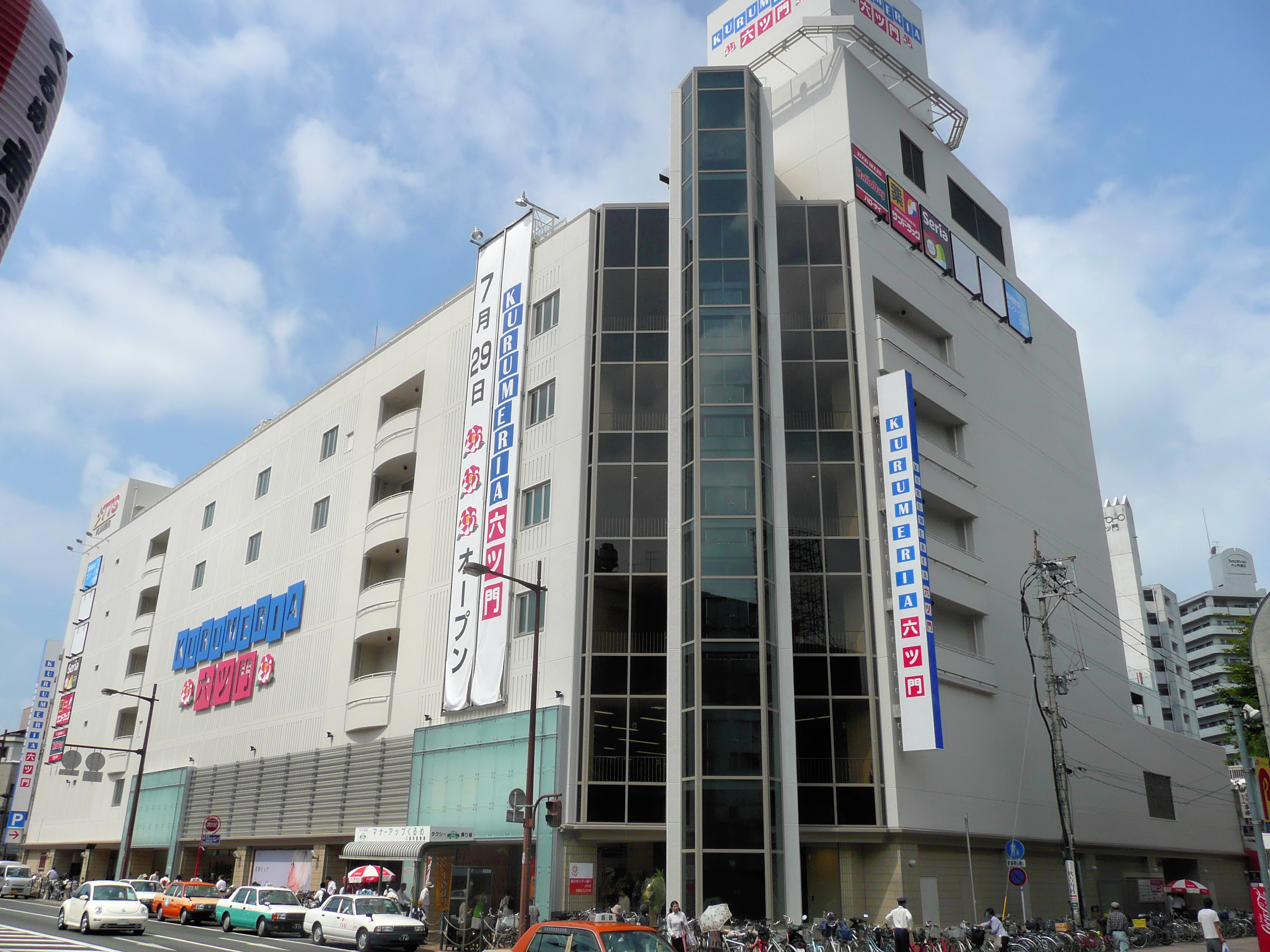
ハローデイくるめりあ六ツ門店
（久留米市、現在は閉店。）

1989年、父・加治久典が社長を務め、事業の多角化に失敗し破綻寸前であった株式会社かじやに、息子・加治敬通が入社。既存店舗の店長に就任すると、翌年には純利益が出るほどに成長した。
客と従業員が楽しめるように店内や商品のディスプレーに工夫を凝らし、アミューズメントパーク化していることが特長である。経営も19期連続で増収増益を続けており、日本一視察が多いスーパーと呼ばれている。
その背景には「従業員が楽しく働くことで良い店をつくる」というハローデイ独自の風土がある。加治敬通社長が目指すのは「日本一働きたい会社」。

## 沿革
- 1958年（昭和33年）12月 - 有限会社かじやとして会社設立[5]。
- 1971年（昭和46年）- 株式会社に改組[6]。
- 1972年（昭和47年）10月 - 徳力店開店[7]。
- 1975年（昭和50年）- 中間店開店[6]。
- 1981年（昭和56年）- 寿屋と業務提携、寿屋グループ（後のラララグループ）入り[8]。
- 1988年（昭和63年）- 株式会社ハローデイに商号変更[5]。この頃、寿屋グループを離脱。
- 1998年（平成10年）- 福岡市1号店となる「ハローデイ千早店」開店[6]。
- 2004年（平成16年）10月22日 - 山口県に山口1号店となる「ハローデイ海峡ゆめタワー前店」開店。
- 2007年（平成19年）8月 - 筑後地区に進出、久留米市に国分店開店[6]。
- 2007年（平成19年）9月27日 - 熊本県熊本市東区長嶺西のシュロアモール長嶺に熊本1号店となる「ハローデイ長嶺店」開店。
- 2008年（平成20年）6月13日 - 加治久典が会長に退き、息子の敬通が社長に就任[9]。
- 2009年（平成21年）- 創立50周年を迎える。
- 2014年（平成26年）4月6日 - 加治久典が癌性リンパ管症で死去（享年76）。近親者のみで葬儀を行い、翌週北九州市内のホテルでお別れの会が催された。
- 2014年（平成26年）- 徳力店建物老朽化のため、同居していた本社を同第2駐車場を閉鎖し、跡地に移転。
- 2015年（平成27年）8月11日 - 楽天Edyと提携し、Edyを搭載した「ハロちゃんカード」の利用を開始[10]。
- 2016年（平成28年）3月20日 - 徳力店、老朽化に伴う建て替え準備のため18時で閉店。翌日から営業再開まで近隣の南方・横代・足原店行シャトルバスの運行を開始。
- 2016年（平成28年）9月 - ボンラパスを吸収合併[5]。
- 2017年（平成29年）4月 - 熊本ハローデイを吸収合併[5]。
- 2017年（平成29年）7月8日 - 建て替えを進めていた徳力店が「徳力本店」として営業再開(6日にプレオープン)[8]。
- 2020年  (令和2年) - ハロースマイル(ハローデイのグループ会社)が設立。新型コロナウイルスの影響で、試食や回収が見合せになる。

## 店舗
福岡県・熊本県・山口県において約50店舗を運営している。
現行店舗については 店舗紹介 を参照。

### 過去に存在した店舗
福岡県
- 長行店

閉店後も店舗建物をグループの従業員研修施設（トレーニングセンター）として使っていた。老朽化のため他所へ移し建物は取り壊された。
- 南方店（北九州市小倉南区、1993年開店 - 2019年3月20日閉店）
- 茶屋の原店（北九州市八幡西区、2004年閉店）
- 芦屋店（遠賀郡芦屋町）
- 幸神店（北九州市八幡西区）
- 霧ケ丘店（北九州市小倉北区）
- 飯倉店（福岡市城南区、2003年開店 - 2008年11月20日閉店）
- 植木店（直方市）
- 感田店（直方市）
- くるめりあ六ツ門店（久留米市、2010年7月開店 - 2012年11月6日閉店）

旧・ダイエー六ツ門店、現・マミーズプレミアム六ツ門
- 中間店（中間市）
- 千早店（福岡市東区、1998年開店 - 2018年11月20日閉店）

福岡地区1号店。現・ドラッグコスモス千早店
- 香椎店（福岡市東区、2005年12月16日開店 - 2021年3月31日閉店）

かつてダイエー香椎店であった建物を利用してオープンした商業ビル『香椎ビッグマートビル』（ハローデイの他にヤマダ電機，サンドラッグ，ダイソー，TNC西日本文化サークル，ヤマハ音楽教室，ブリヂストンスイミングスクールなどが入居していた）の地下に存在した。しかしビルの老朽化及び市の再開発計画により取り壊しとなり閉店となった。
- 松崎店（福岡市東区、2003年9月25日開店 - 2023年5月8日閉店）

旧・松崎寿屋
店舗老朽化のため、福岡市東区千早4丁目にハローパーク千早店として移転することとなり閉店となった。
- 若松店（北九州市若松区、2024年2月20日閉店）

## テレビ番組
- 日経スペシャル ガイアの夜明け ショーアップで売れ！～異色スーパーの魅せる売り場演出～（2009年7月28日、テレビ東京）[11]。- パートさんたちによる「魅せる惣菜」の開発現場を取材。
- 日経スペシャル カンブリア宮殿 ユニーク店舗に客が殺到！ デフレに勝つ"楽しいスーパー"（2013年12月19日、テレビ東京）[4]

## 書籍

### 関連書籍
- 『感謝・感動・感涙経営 北九州の地域密着スーパーマーケット ハローデイの実践』（著者:鎌田真司）（2010年8月16日、商業界）ISBN 9784785503833
- 『「日本一働きたい会社」を目指す！』（著者:加治敬通）（2013年3月6日、PHP研究所）ISBN 9784569809601

## 関連会社
- 株式会社かじや水産
- 株式会社ハローミート
- 株式会社ボンラパス - 2016年9月21日吸収合併。
- 株式会社熊本ハローデイ - 2017年3月21日吸収合併。
- 株式会社ハロースマイル